# Asse (Belgien)

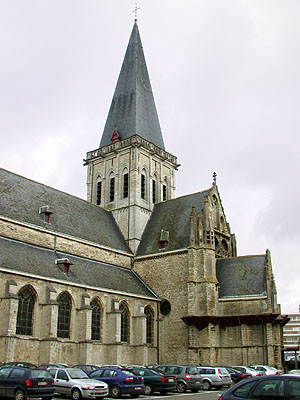
Martinuskirche

Asse ist eine belgische Gemeinde in der Provinz Flämisch-Brabant. Bis in die erste Hälfte des 20. Jahrhunderts war Assche die offizielle Schreibweise des Stadtnamens. Sie umfasst die Teilgemeinden Bekkerzeel, Kobbegem, Mollem, Relegem und Zellik und ist Hauptort des Kantons Asse.
Die Stadt liegt an der Bahnstrecke Dendermonde – Brüssel – Geraardsbergen bzw. Lokeren – Brüssel – Poperinge. Der Bahnhof Asse wird täglich von ca. 110 Zügen frequentiert.

## Politik

### Stadtrat
- PVDA: 1
- Vooruit: 0
- Groen: 2
- VLD: 4
- CD&V: 12
- N-VA: 11
- VB: 2
- Sonst.: 1

Nach der Wahl wurde eine Koalition aus CD&V, OpenVLD und Groen eingegangen. Sie kommen zusammen auf 18 der 33 Sitze.
- PVDA: 1
- Vooruit: 2
- Vooruit – Gr: 2
- Groen: 7
- VLD: 31
- CD&V: 39
- CDV/NVA: 12
- N-VA: 36
- VB: 11
- Sonst.: 12

## Geschichte
Asse wurde erstmals im Jahre 1015 urkundlich erwähnt, als Graf Lambert I. von Löwen das im Hennegau gelegene Dorf Buvrinnes (heute Teil von Binche) gegen Asse eintauschte. Die Gegend war aber bereits viel früher besiedelt, vermutlich schon durch die Nervier. Seit Mitte des 1. Jahrhunderts verband Asse eine Römerstraße mit Bavay, der Hauptstadt der Nervier. In Asse selbst soll sich ein römisches Armeelager befunden haben.
In der Zeit der Karolinger gehörte Asse zur Gau Brabant. Ab 1085/1086 war Asse Teil der Landgrafschaft Brabant unter den Grafen von Löwen.
Wegen seiner ökonomisch und militärisch günstigen Lage wurde der Ort im Laufe der Geschichte mehrfach von angreifenden Armeen besetzt und gebrandschatzt.
Nachdem Asse Anfang des 20. Jahrhunderts noch stark auf die Landwirtschaft ausgerichtet war, setzte nach 1945 die Industrialisierung ein. 1961 hatte Asse 108 Betriebe mit insgesamt 3710 Beschäftigten; 1970 waren es bereits 1068 Betriebe mit insgesamt 5487 Beschäftigten.
Durch die belgische Gemeindereform im Jahre 1976 wurde Asse mit den Nachbarorten Bekkerzeel, Kobbegem, Mollem, Relegem und Zellik zur Gemeinde Asse zusammengefügt.
In den letzten Jahren ist der Anteil der Allochthonen erheblich gestiegen, sodass heute 90 % der Schulkinder zuhause nicht mehr Niederländisch sprechen. Die Gemeinde versucht dem mit dem Angebot von Sprachkursen sowie mit einer Imagekampagne für das Niederländische gegenzusteuern. Kursteilnehmer werden dazu angehalten, Broschen zu tragen, damit ihre Gesprächspartner nicht aus falsch verstandener Rücksichtnahme auf andere Sprachen, insbesondere Französisch oder Englisch, umschalten.

## Wappen
Beschreibung: In Schwarz ein silberner Löwe.

## Söhne und Töchter der Stadt
- Théophile de Lantsheere (1833–1918), Politiker
- Josse De Pauw (* 1952), Schauspieler, Regisseur und Autor
- Gilles De Bilde (* 1971), Fußballspieler
- Steven De Neef (* 1971), Radrennfahrer
- Emile Mpenza (* 1978), Fußballspieler
- Jürgen Roelandts (* 1985), Radrennfahrer
- Femke Van Den Driessche (* 1996), Radsportlerin
- Dodi Lukébakio (* 1997), Fußballspieler
- Kassandra Missipo (* 1998), Fußballspielerin
- Charlotte Tison (* 1998), Fußballspielerin
- Gil Gelders (* 2002), Radrennfahrer

## Partnerschaften
Seit 1976 besteht eine Partnerschaft zwischen Asse und der niedersächsischen Gemeinde Ilsede.